# 오노시모역
오노시모역(일본어: 大野下駅)은 일본 구마모토현 다마나시에 있는 규슈 여객철도 가고시마 본선의 역이다. 상대식 승강장 2면 2선의 구조를 가지는 지상역이다.

## 타는 곳
| 1 | ■ 가고시마 본선 | (상행) | 오무타 · 하카타 방면     |
| 2 | ■ 가고시마 본선 | (하행) | 구마모토 · 야쓰시로 방면 |

## 역 주변
- 다마나 시청 다이메이 종합지소

## 인접정차역
| 가고시마 본선      | 가고시마 본선 | 가고시마 본선        |
| ------------------ | ------------- | -------------------- |
| 나가스 모지코 방면 | ■ 보통        | 다마나 가고시마 방면 |